# Општина Забала (Ковасна)
Забала (рум. Zăbala) општина је у Румунији у округу Ковасна.
Oпштина се налази на надморској висини од 540 m.